# Cubophis caymanus
Cubophis caymanus es una especie de serpientes de la subfamilia Dipsadidae.

## Distribución geográfica
Es endémica de Gran Caimán.